# Москалик Ярослав Ярославович
Ярослав Ярославович Москалик (рос. Ярослав Ярославович Москалик, 22 серпня 1966, Ангрен, Ташкентська область, УзРСР, СРСР — 25 квітня 2025, Балашиха, Московська область, РФ) — російський офіцер, генерал-лейтенант і заступник начальника ГУ ГШ Збройних сил РФ. Заслужений військовий спеціаліст РФ. Ліквідований у квітні 2025 року вибухом автомобіля в Балашисі в Московської області.

## Біографія
Народився 22 серпня 1966 року в Ангрені, Ташкентської області тоді в Узбецькій РСР.

### Військова кар'єра
Москалик розпочав службу у Збройних силах СРСР у 1983 році та закінчив Далекосхідне вище загальновійськове командне училище у 1987 році та Загальновійськову академію ЗС РФ у 2002 році.
Мав звання генерал-майора та був заступником начальника Головного оперативного управління Генерального штабу Збройних сил Росії.
Був старшим офіцером, залученим до стратегічних військових операцій, і представляв російський генштаб на переговорах з Україною в Парижі 2015 року та щонайменше у 2019 році у Нормандському форматі. Ця група складалася з представників Німеччини, Росії, України та Франції, вона мали контролювати виконання Мінських угод, що ставили на меті припинити війну між Україною та російськими військами, що почалася 2014 року.

## Вбивство
О 10:40 за місцевим часом 25 квітня 2025 року Москалика було ліквідовано за допомогою вибуху замінованого автомобіля в Балашисі, східному передмісті Москви. Саморобний вибуховий пристрій, що складався з тротилових шашок, болтів і цвяхів, було дистанційно підірвано в припаркованому автомобілі, коли повз нього проходив Москалик, що жив у цьому районі. Потужний вибух вибив вікна в сусідніх будівлях. Слідчий комітет РФ кваліфікував інцидент як вбивство.
Подібний інцидент стався у грудні 2024 року, коли іншого російського генерала Ігоря Кирилова було ліквідовано в Москві вибухом бомби. Цей випадок СБУ та російська влада приписують українській розвідці.
26 квітня ФСБ заявила про арешт 42-річного громадянина Росії Ігната Кузіна, який колись жив в Україні, який начебто зізнався у тому, що з вказівками української розвідки заклав вибухівку у власному авто, очікуючи на оплату в $18 тис. Йому було висунуто звинувачення у тероризмі.